# Живые и мёртвые
«Живые и мёртвые» — трилогия Константина Симонова о людях, участвовавших в Великой Отечественной войне («Живые и мёртвые», «Солдатами не рождаются», «Последнее лето»), одно из ярчайших произведений о событиях Второй Мировой войны в отечественной и мировой литературе.
Роман не является ни хроникой войны, ни историографическим сочинением. Персонажи романа — вымышленные, хотя и имеющие реальные прототипы.

## История создания
Роман написан по материалам записок К. Симонова, сделанных им в разные годы и отчасти изданных в виде статей и очерков. Первая книга почти полностью соответствует личному дневнику автора, опубликованному под названием «100 суток войны».
Начиная первую книгу, К. Симонов не был уверен в том, что у неё будет продолжение, а замысел третьей книги возник и вовсе много позже.
Первые две части романа были изданы в 1959 и 1962 году, третья часть — в 1971 году.

## Фабула, персонажи
Произведение написано в жанре романа-эпопеи, сюжетная линия охватывает временной интервал с июня 1941 по июль 1944 года. Однако сюжет не охватывает весь этот временной интервал, имея узкие временные рамки:
- Книга первая: лето, осень и зима 1941 года — от начала Великой Отечественной войны до начала контрнаступления под Москвой.
- Книга вторая: зима 1942—1943 годов — последние дни обороны Сталинграда и операция «Уран».
- Книга третья: лето 1944 года — операция «Багратион».

Основное повествование строится вокруг судьбы военного журналиста Ивана Петровича Синцова. Старший политрук, корреспондент армейской газеты, утратив документы, в том числе партбилет, возвращается на фронт рядовым («Живые и мёртвые»). Исходно совершенно штатский человек, в лучшем смысле слова — типичный советский интеллигент в первом поколении, переживший два окружения и шесть ранений, в том числе три тяжёлых, гибель жены и безвестную пропажу маленькой дочери, под Сталинградом старший лейтенант Синцов уже командует батальоном («Солдатами не рождаются»). К осени 1944 года майор Синцов, какое-то время прослужив после очередного ранения и офицером оперативного отдела штаба армии, и даже адъютантом командующего, становится начальником штаба полка («Последнее лето»).
Второй из главных героев трилогии — комбриг, затем генерал Фёдор Фёдорович Серпилин. Образ Серпилина — собирательный, его основным прототипом является полковник Семён Кутепов, с которым Симонов познакомился летом 1941 года под Могилёвом. Также в какой-то степени прототипами Серпилина можно считать генерала Горбатова и генерала Гришина.
Трилогия тесно связана с целым рядом других произведений Константина Симонова. Часть её персонажей (Синцов, Артемьев, Надя Караваева, Козырев, Иванов и другие) впервые появляется уже в первом романе Симонова «Товарищи по оружию», посвящённом вооруженному конфликту в районе реки Халхин-Гол. Действие серии рассказов и повестей «Из записок Лопатина», впоследствии объединённых автором в роман «Так называемая личная жизнь», развивается параллельно действию трилогии; в нём упоминаются события, происходящие в «Живых и мёртвых»: история взаимоотношений Левашова с Бастрюковым («Левашов»), встреча Гурского с Синцовым на улице Горького и гибель Серпилина («Мы не увидимся с тобой»), некоторые герои второго плана (Гурский, Левашов и др.) действуют в обоих произведениях.
Отдельные персонажи, хотя и носят вымышленные имена, отражают вполне реальных людей. Ярким примером этого является член военного совета фронта Львов (присутствует лишь в третьей книге), образ которого с большой степенью точности напоминает советского государственного и военно-политического деятеля Льва Мехлиса. Прототипом генерала Козырева в известной мере является генерал-майор Копец, у которого были позаимствованы служба в Испании и быстрый карьерный взлёт. Прототипом Надежды Козыревой была актриса Валентина Серова, с которой у Симонова в период, описываемый в романах, были непростые семейные отношения.

## Экранизации
Первая книга романа «Живые и мёртвые» легла в основу одноимённой экранизации, вышедшей в 1964 году, поставленного кинорежиссёром А. Б. Столпером, снимавшим художественные фильмы по произведениям К. Симонова ещё в годы Великой Отечественной войны. В 1967 году он же поставил фильм по второй книге, получивший название «Возмездие». Роли главных героев романа в фильмах исполняли выдающиеся актёры: А. Папанов (Серпилин), К. Лавров (Синцов), О. Ефремов (Иванов), Ю. Визбор (Захаров) и другие.

## Издания
- Симонов К. М. Товарищи по оружию. М.: Художественная литература, 1980. — Тираж 300 000 экз.
- Симонов К. М. Живые и мёртвые. Трилогия. М., «Художественная литература», 1989.
  1. Часть I. Живые и мёртвые
  2. Часть II. Солдатами не рождаются
  3. Часть III. Последнее лето
- 9 июля 1986 года в «Литературной газете» была опубликована глава «Завтра снова на фронт», которая первоначально была в рукописи романа «Солдатами не рождаются», но по завершении книги К. Симонов исключил эту главу из романа.